# Борди (Беневенто)
Борди је насеље у Италији у округу Беневенто, региону Кампанија.
Према процени из 2011. у насељу је живело 39 становника. Насеље се налази на надморској висини од 166 м.